# Нємцов Борис Юхимович
Бори́с Юхи́мович Нємцо́в (рос. Борис Ефимович Немцов; 9 жовтня 1959, Сочі, Краснодарський край, РРФСР, СРСР — 27 лютого 2015, Москва, Росія)  — російський вчений-фізик, громадський діяч та бізнесмен, політик та державний діяч, згодом опозиціонер до офіційної влади. Депутат Ярославської обласної думи VI скликання з 8 вересня 2013 до 27 лютого 2015 року, до своєї смерті. Кандидат фізико-математичних наук (1985).
Виступив проти окупації Криму та російської агресії на сході України.
Народний депутат Росії (1990—1993), перший губернатор Нижньогородської області (1991—1997), член Ради Федерації (1993—1997), міністр палива та енергетики (квітень — листопада 1997). Перший заступник прем'єр-міністра Російської Федерації (1997—1998). Член ради безпеки РФ (1997—1998). На момент роботи губернатором та віце-прем'єром був наймолодшим російським політиком на цих посадах (до призначення прем'єр-міністром в квітні 1998 Сергія Кириєнка). В 1998 році створив ліберальний рух «Росія молода», яке потім виступило одним із засновників коаліції «Права справа» (1998—2000) та партії «Союз правих сил». В 1999—2003 роках — депутат Державної думи Федерального зібрання РФ — заступник представника Державної думи, пізніше — голова фракції СПС. Після 2003 працював в бізнесі, був позаштатним економічним радником президента України Віктора Ющенка. Співголова партії «РПР-ПАРНАС» (2012—2015). Один із координаторів російської опозиційної політичної партії «Союз правих сил» (1999—2008), після саморозпуску СПС один із лідерів російського Об'єднаного демократичного руху «Солідарність» (2008—2015).
Член Координаційної ради російської опозиції. Учений-фізик, автор більш ніж 60 наукових праць.
Відомий низкою доповідей, у яких критикував політику Володимира Путіна та чинної влади («Путін. Підсумки. 10 років», «Путін. Коррупція»), а також відомий як один із організаторів та учасників «Маршів незгодних» (2007), «Стратегії-31», масових протесних мітингів «За чесні вибори» (2011—2013) та зборів проти військових дій Росії на території України (2014—2015).
Кандидат президентських виборів Росії в 2008 (знявся з виборів до їхнього початку набравши менше 1 %). Завдяки своїм політичним досягненням в 90-тих роках став довіреною особою першого президента Росії Бориса Єльцина. Був у опозиції до політики Володимира Путіна. Нагороджений кількома російськими та іноземними державними нагородами.
Убитий[⇨] на Великому Москворіцькому мосту, неподалік Кремля, чотирма пострілами у спину о 23:40 (MSK) 27 лютого 2015 року. Похований на Троєкуровському кладовищі. У липні 2017 року за вбивство Нємцова на замовлення у складі організованої групи були засуджені п'ятеро чеченців. Вбивство Нємцова викликало широкий резонанс в Росії та в Україні. Замовник убивства досі не знайдений.

## Життєпис
Народився 9 жовтня 1959 року в Сочі (РРФСР) у родині начальника будівельної організації Юхима Давидовича Нємцова (1928—1988) та педіатра, заслуженого лікаря Росії Діни Яківни Ейдман (нар. 3 березня 1928). Його бабуся за батьковою лінією Ганна Борисівна Нємцова (1899—1980) хрестила Бориса потаємно від матері, чим викликала її велике невдоволення.
Закінчив школу із золотою медаллю, навчався на радіофізичному факультеті Горьківського державного університету. Після закінчення університету 1981 року працював в Горьківському науково-дослідному радіофізичному інституті АН СРСР (НІРФІ), став науковим співробітником, пізніше старшим науковим співробітником, кандидатом фізико-математичних наук. Після аварії на ЧАЕС брав участь в акціях протесту проти побудови атомної електростанції в Горькому.

### Політична кар'єра
1990 року брав участь в створенні об'єднання «Кандидати за демократію». У тому ж році був обраний до Верховної Ради РРФСР. 1991 року був довіреною особою Бориса Єльцина в Нижньогородській області під час виборів президента Росії. Під час серпневого путчу 1991 року брав участь в обороні Білого Дому уряду Росії. 1993 року обраний в Раду Федерації Федеральних Зборів РФ.

### Губернатор Нижньогородської області
27 серпня 1991 року був призначений головою державної адміністрації Нижньогородської області та став наймолодшим політиком на такій посаді.
У грудні 1991 року виступив з критикою економічної політики Єгора Гайдара, запросив Григорія Явлінського для запровадження економічної реформи в його області.
Під час роботи Нємцова на посаді губернатора було реалізовано декілька успішних програм: «Дороги й храми», «Обдаровані діти», «Народний телефон», житлова програма для військовослужбовців «Метр за метром», «Ярмарок», «Будівництво підприємств для переробки промисловості», «Газифікація сіл». Нємцов приділяв багато уваги питанням релігії — за 6 років губернаторства було побудовано та відновлено більше 150 православних храмів та монастирів, десятки старообрядницьких скитів та декілька мечетей.
Нємцов добився того, щоб аеропорт Нижнього Новгорода Стрігіно отримав міжнародний статус. Під час його губернаторства в регіоні було побудовано 5000 кілометрів доріг.
1995 року з ініціативи Бориса Єльцина на трьох крупних нижньогородських підприємствах були створені територіально-виробничі зони з пільговим оподаткуванням.
1996 року Нижньоновгородська область посіла 3-те місце по Росії за об'ємом інвестицій.
1995 року газета «Коммерсантъ» писала, що Борис Нємцов «здобув гучну славу реформатора», чий досвід структурної перебудови економіки окремого регіону уряд рекомендував широко впровадити.
17 грудня 1995 року обраний губернатором Нижньогородської області.
Суворо критикував Москву після початку Першої чеченської війни. 1996 року організував збір підписів за виведення російських військ з Чечні й за місяць було зібрано понад мільйон підписів. Того ж року відмовився від участі у президентських виборах.

### Подальша кар'єра
У березні 1997-го стає першим заступником прем'єр-міністра РФ, відповідальним за соціальний блок. У цей час також був міністром палива й енергетики країни, очолив колегію представників держави в компанії Газпром.
У 1997 році, за даними фонду «Громадська думка», 29 % росіян хотіли бачити Нємцова кандидатом на посаду президента Росії, він був лідером президентського рейтингу, випереджаючи лідера КПРФ Геннадія Зюганова, і мав шанси на перемогу в другому турі.
У 1998 році в рангу віцепрем'єра відповідав за фінансово-економічний блок.
17 квітня 1999 року уряд Сергія Кірієнка було відправлено у відставку, Нємцов виконував обов'язки заступника голови уряду Росії. 24 квітня подав заяву про відставку, яку було прийнято.
Того ж року створює рух «Росія молода», який увійшов до «Союзу правих сил», і був обраний до Державної думи Росії. Але пізніше пішов на державну службу — був призначений представником президента в Приволзькому федеральному окрузі. Наприкінці 1999 року президентський рейтинг Нємцова становив 1 %. У травні 2001 р. була створена партія «Союз правих сил», де Нємцов був обраний головою політради. У зв'язку з поганими результатами у виборах 2004 р. пішов у відставку з цієї посади. Відтоді працював у приватних комерційних структурах.
Вибори мера Сочі
2009 року Борис Нємцов узяв участь у виборах мера Сочі, які відбулися 26 квітня. На виборах переміг кандидат від партії «Єдина Росія» Анатолій Пахомов, який набрав 77 % голосів, а Нємцов з 13,55 % голосів посів друге місце. Сам Нємцов після виборів заявив про наміри оскаржити їхні результати у суді, що він і зробив. Виступаючи перед журналістами після закінчення голосування, Нємцов заявив, що основна частина порушень була допущена під час дострокового голосування. Так, 25 квітня повідомлялось, що достроково проголосували 14 тисяч чоловік, а 16 квітня йшлося вже про 30 тисяч. Він заявив, що тридцять відсотків виборців голосували під тиском і шантажем. За даними штабу Нємцова, майже 90 % виборців, які проголосували достроково, віддали свої голоси Пахомову. Адвокат Нємцова Вадим Прохоров заявив, що ніхто, крім кандидата від «Єдиної Росії», не мав можливості вести агітацію через ЗМІ.
У 2010 році Нємцов став співголовою Партії народної свободи (ПАРНАС).

## Доповіді
«Лужков. Підсумки»
8 вересня 2008 року Нємцов опублікував доповідь «Лужков. Підсумки» про діяльність московського мера за останні 17 років. Спираючись на публікації в російській і закордонній пресі, Нємцов закінчує доповідь тим, що під час правління Лужкова Москва стала дуже дорогим для життя містом з корумпованими чиновниками й високим рівнем злочинності. У відповідь мер Москви подав на Нємцова в суд і вимагав заперечення семи фактів, наведених у доповіді, й компенсації в розмірі 10 мільйонів рублів. Суд визнав, що заперечення заслуговує фраза про те, що Лужков — «злодій і корупціонер», а також що корупція пронизує усі сфери діяльності виконавчої влади в російській столиці.
«Путін. Підсумки 10 років»
14 червня 2010 року Борис Нємцов та його партнер по партії «Солідарність» В. Мілов оприлюднили доповідь «Путін. Підсумки 10 років», яка висвітлювала результати діяльності В. Путіна за час його перебування при владі як президента, а потім прем'єр-міністра Росії. Тираж 48 сторінкової доповіді становив мільйон екземплярів. Нємцов наголосив, що ця доповідь для мешканців усіх регіонів Росії.
«Путін. Війна»
Остання доповідь Бориса Нємцова «Путін. Війна» стосувалася подій на сході України. Джерелами Нємцова були люди, які представляли інтереси родичів загиблих російських солдатів, яким не виплачували обіцяні компенсації. За словами опозиціонера І. Яшина, наприкінці січня вони неформально звернулися до Нємцова, щоб він чинив тиск на Міноборони й допоміг домогтися виплат.
За їх словами, російські солдати масово гинули на території України у два періоди. Перша хвиля трун з «Вантажем-200» пішла в Росію влітку 2014 року, коли українська армія пішла в наступ і звільняла один за іншим міста у Донецькій та Луганській областях. Наступ було зупинено після прямого втручання частин російської армії. Коли приховувати присутність російських військових у зоні конфлікту стало неможливо, Міноборони придумав версію, що вони поїхали воювати у свою «відпустку».
Значні втрати з обох сторін були в боях під Іловайськом.
Соратник Нємцова І. Яшин заявив: «складно оцінити точну кількість загиблих солдатів з російської сторони, але судячи з усього, у наші міста повернулося не менше 150 трун з позначкою „Вантаж-200“». Друга хвиля трун пішла в Росію в січні і на початку лютого 2015 року. Яшин писав, що за їхніми оцінками в цей період на Донбасі загинуло щонайменше 70 російських військовослужбовців.
11 травня 2015 року доповідь «Путін. Війна» було опубліковано. У доповіді йшлося, що на війну на сході України було витрачено близько 53 мільярдів рублів з російського бюджету.

## Позиція щодо України

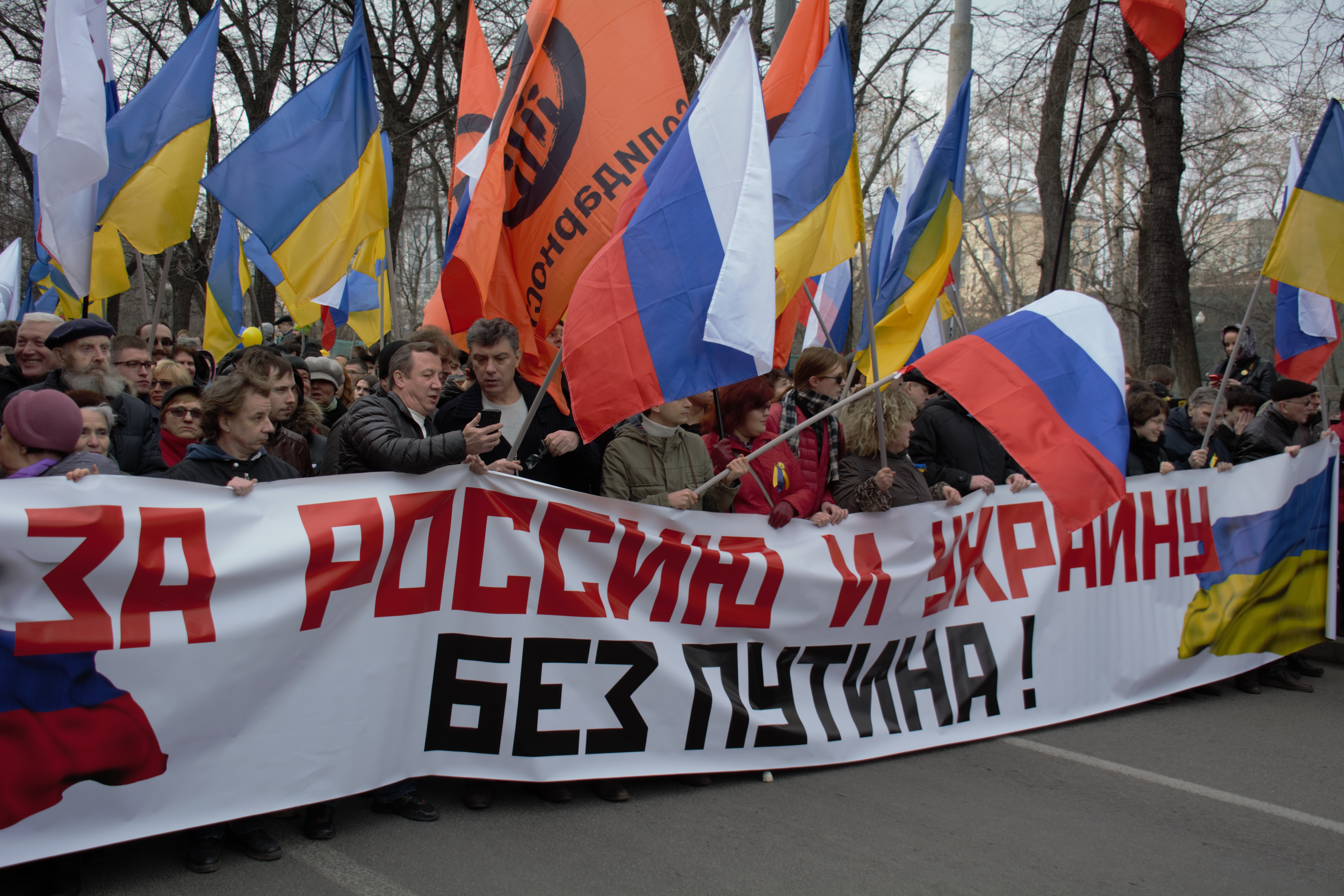
Марш Миру в Москві, 15 березня 2014

2004 року підтримав Помаранчеву революцію в Україні, пізніше був призначений позаштатним радником президента України Віктора Ющенка. Висловлював бажання поширити демократичні досягнення в Україні на Росію і закликав чинити ідеологічний тиск на Кремль. Увійшов в коаліцію з іншими опозиційними партіями Росії до «Комітету 2008: Вільний вибір».
У 2013 році підтримав Євромайдан. Під час Майдану йому було заборонено в'їзд до України.
У 2014 році засудив анексію Криму Росією.
24 квітня 2014 року назвав Путіна бандитом, який слідує бандитській ментальності..
У вересні того ж року підписав заяву з вимогою «припинити військову авантюру: вивести з території України російські війська й припинити пропагандистську, матеріальну й військову підтримку прихильникам самопроголошених ДНР та ЛНР».
Говорячи про українську владу Нємцов казав: В Україні немає свого Гайдара. І це трагедія. Ніхто не хоче брати на себе важку відповідальність за долю країни. Ніхто не хоче бути камікадзе. І Порошенко, і Яценюк думають про свої рейтинги, а не про те, як витягнути країну з економічної кризи. Вони обоє повинні визначитися, що для них важливіше — власна політична кар'єра чи доля України. Поки не знайдеться український Гайдар, країна буде балансувати між життям і смертю. На радість Путіну.

У січні 2015 року, говорячи про ситуацію навколо донецького аеропорту, Нємцов казав:
Ситуація патова, вона не залежить від того, хто контролює донецький аеропорт. Я бачу один вихід: Україна оголошує території ДНР та ЛНР бунтівними територіями і будує кордон з ними. Предметом переговорів з Путіним має бути одне питання — безпека під час будівництва стіни. Уздовж стіни встановлюються КПП. Кожен житель має один раз визначитись, де він воліє жити.
Президент України Порошенко зазначив: Для нас, українців, Борис Нємцов назавжди залишиться патріотом Росії і другом України. Він своїм життям довів, що це можна поєднати — варто лише захотіти.

## Про можливість революції в Росії
В одному з своїх інтерв'ю в серпні 2011, він сказав:
| Є три можливих сценарії революції в Росії. І за ступенем ймовірності вони розподіляються таким чином. На першому місці - націоналістичний сценарій. Це буде революція з погромами інородців. На другому місці - сценарій соціалістичний чи комуністичний. Це буде революція, викликана невдоволенням народу падінням рівня життя, відсутністю соціальної мобільності, зростанням корупції і злодійства, соціального розшарування, ненавистю до олігархів. І нарешті, на третьому місці за ступенем ймовірності - ліберальна революція, викликана відсутністю свободи і демократії. У будь-якому випадку революція - це кров. Стовідсоткову відповідальність за революційний сценарій несе Путін, оскільки зубами і кігтями чіпляється за владу і проводить політику крадіжки і шахрайства.[33] |

## Вбивство

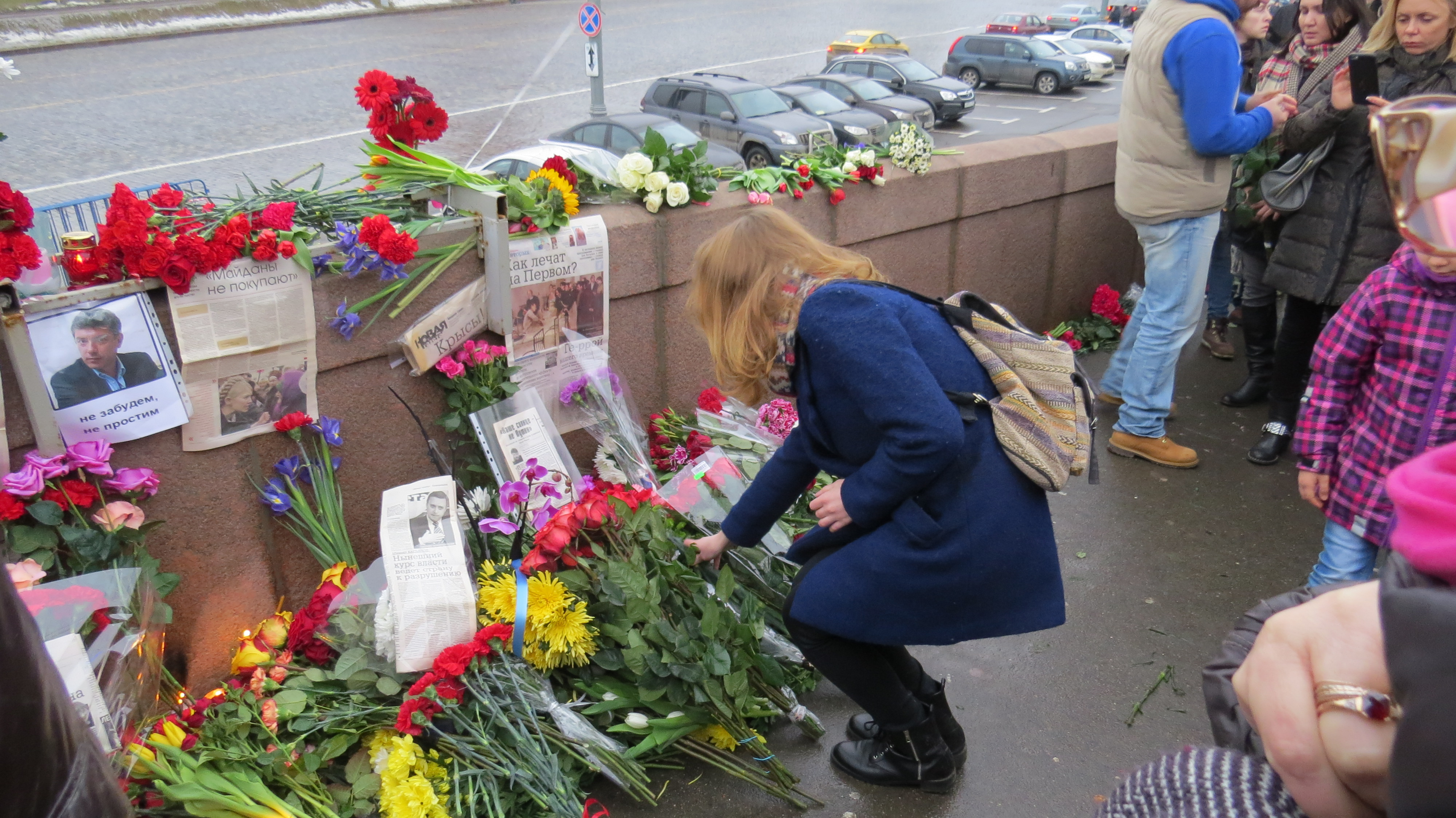
Люди приносять квіти до місця вбивства Бориса Нємцова.

27 лютого 2015 року близько 23 години 40 хвилин вбитий невідомими чотирма пострілами у груди, голову і серце — на Великому Москворіцькому мосту біля Кремля.
Вбивство сталося за день до запланованого на перше березня у Москві опозиційного маршу «Весна». Передостаннє інтерв'ю, дане Борисом Нємцовим 10 лютого 2015 року російському часопису «Собеседник», отримало назву: «Боюся того, що Путін мене вб'є».
Нємцова вбили також напередодні оприлюднення ним доповіді «Путін і війна», в якій він, з документами в руках, збирався продемонструвати докази участі російської армії у війні на Донбасі і причетність персонально Путіна до цього. Голова Комітету Європарламенту із закордонних справ Елмар Брок заявив:
| Система Путіна несе відповідальність за вбивство Нємцова. Бориса Нємцова вбили через його намір опублікувати докази присутності російських військ на Донбасі».[38][39] |
Відзначають, що Нємцова вбили через лічені години після його слів: «життя Надії Савченко дорожче, ніж якийсь Путін».
6 січня 2016 року на допиті обвинувачені у вбивстві опозиціонера Заур Дадаєв і Анзор Губашев зізналися, що до 27 лютого двічі намагалися вбити Нємцова, але цьому заважала велика кількість народу. 2016 року Слідчий комітет РФ заявив, що розслідування про вбивство Нємцова було завершено. За їх версією обвинуваченим замовники запропонували 15 млн рублів.

## Прощання і похорон
Прощання з Нємцовим відбулося в Сахаровському центрі 3 березня. Після відспівування в храмі Архангела Михаїла в Тропарево він був похований на Троєкуровському кладовищі. Похований 3 березня на Троєкурівському кладовищі у Москві.
Депутат Держдуми Д. Гудков запропонував перейменувати Москворіцький міст на Міст Бориса Нємцова й встановити меморіальний пам'ятник, або змінити назву однієї з вулиць. Держдума таке рішення не підтримала.
У червні мер Києва Віталій Кличко заявив, що столична влада розглядає можливість назвати одну з вулиць ім'ям Бориса Нємцова.
9 жовтня 2015 року в Москві активісти відкрили пам'ятник Борису Нємцову на його могилі на Троєкуровському кладовищі. Акцію приурочили до його дня народження. Гранітний пам'ятник зображує частину Великого Москворіцького мосту в Москві біля Кремля, на якому Нємцов був убитий 27 лютого 2015 року. Біля напису «Нємцов» — п'ять отворів, що нагадують: політика застрелили п'ятьма кулями.

## Сім'я, приватне життя
- дружина: Раїса Ахметівна Нємцова
  - дочка: Жанна Нємцова (нар. 1984) російська журналістка, учасниця ліберального молодіжного руху Москви, журналістка Deutsche Welle (з 2015).
- громадянська дружина: Катерина В'ячеславівна Одинцова, російська журналістка
  - син — Антон Нємцов (нар. 1995), студент МФТІ
  - дочка — Дина (нар. 2002)
- громадянська дружина: Ірина Корольова (колишня секретар в Адміністрації Президента РФ)
  - дочка: Софія (нар. 2004).

## Нагороди
- Медаль ордена «За заслуги перед Вітчизною» II ст. (10 березня 1995) — за заслуги перед державою, пов'язані із завершенням першого етапу чекової приватизації[49]
- Орден Свободи (Україна, 2 березня 2015, посмертно) — за видатні особисті заслуги у розвитку демократії, відстоюванні конституційних прав та свобод людини і громадянина, самовіддану громадсько-політичну діяльність[50][51]
- Орден князя Ярослава Мудрого V ст. (Україна, 19 серпня 2006) — за вагомий особистий внесок у розвиток міжнародного співробітництва, зміцнення авторитету та позитивного іміджу України у світі, популяризацію її історичних і сучасних надбань[52]
- Премія «Орел» ім. Яна Карського (Польща).[53]
- Лавреат «Премії Свободи» американського «Міжнародного республіканського інституту» (США, 10 вересня 2015, посмертно) — за життя, присвячене боротьбі за демократію, права людини і правосуддя в Росії при Володимирі Путіні.[54]

## Пам'ять

### Документалістика
- «Мой друг Борис Немцов» — російськомовний документальний фільм спільного виробництва Естонії та Росії 2007 року про інтимний портрет Нємцова[55]

### Топонімія
- У листопаді 2018 року Київська міська рада назвала безіменний сквер на розі вулиці Дениса Монастирського та проспекту Повітряних Сил біля Посольства РФ в Україні на честь Бориса Нємцова.[56][57]
- 15 березня 2019 року за участю доньки Нємцова Жанни було відкрито сквер на честь російського опозиціонера[58].
- Площа Бориса Нємцова — 28 лютого 2020 року в Празі (Чехія) названо площу на честь Бориса Нємцова. На ній розташовано посольство Росії в Чехії.
- 2018 року у Вашингтоні площу, де розташовано посольство РФ в США перейменовано на площу Бориса Нємцова.[59]
- 2018 року у Вільнюсі (Литва) перед Посольством Росії відкрили сквер імені Бориса Нємцова.[60]